# Mały Chór Wielkich Serc
Mały Chór Wielkich Serc – łódzki zespół dziecięcy.
Założony przez miejscowego franciszkanina o. Piotra Kleszcza, wzorowany na włoskim Piccolo Coro dell’Antoniano. Chór powstał w roku 1997 przy parafii franciszkańskiej pw. Matki Bożej Anielskiej w Łodzi.
Obecnie śpiewa w nim około 50 dzieci w wieku od 4 do 14 lat. Prowadzącym jest franciszkanin o. Piotr Kleszcz, który jest autorem tekstów i muzyki wykonywanej przez zespół. Główna działalność chóru to koncertowanie. Występują m.in. na estradach, w kościołach, szkołach, teatrach, filharmoniach, szpitalach, domach opieki społecznej. Odwiedzili wiele miast i miejscowości w Polsce i za granicą. W sumie do tej pory (2008), odbyło się ponad 250 koncertów. Kilkakrotnie brali udział w programach telewizyjnych i radiowych, zarówno lokalnych jak i ogólnopolskich. Nagrali kilka teledysków dla potrzeb programów telewizyjnych dla dzieci. Podejmują charytatywną współpracę z hospicjami, Domami Opieki Społecznej, szpitalami i Caritasem. W listopadzie 2004 sześcioletnia wokalistka chóru – Joanna Strembicka reprezentowała Polskę na międzynarodowym festiwalu piosenki dziecięcej Zecchino d’Oro w Bolonii.

## Dyskografia[1]
- Dialog – 1998
- Kocham – 2000
- Kolędy i niespodzianki – 2001
- Wielkanoc – 2003
- Misja - 2003
- Piosenki wybrane – 2004
- Nadzieja – 2007
- Wolność – 2010
- Światło – 2014
- Gwiazdka – 2016